# Ülvi İsgəndərov
Ülvi Hümbət İsgəndərov (ur. 24 października 1997) – azerski piłkarz grający na pozycji środkowego napastnika w klubie Qəbələ FK.

## Kariera juniorska
İsgəndərov grał jako junior w Qəbələ FK w latach 2016–2017.

## Kariera seniorska

### Qəbələ FK
İsgəndərova awansowano do pierwszej drużyny Qəbələ FK 1 stycznia 2018. Zadebiutował on dla tego klubu już wcześniej, 29 listopada 2017 w meczu Pucharu Azerbejdżanu z Mil-Muğan İmişli (8:0). Zawodnik ten w tym spotkaniu zdobył również swoją pierwszą bramkę i zanotował asystę. 

### Sumqayıt FK
İsgəndərov został wypożyczony do Sumqayıtu FK 2 stycznia 2018. Debiut dla tego klubu zaliczył on 10 lutego 2018 w zremisowanym 1:1 spotkaniu przeciwko Zirə Baku. Pierwszego gola piłkarz ten strzelił 19 sierpnia 2018 w meczu z Sabahem Baku (wyg.1:4). Łącznie w barwach Sumqayıtu FK Azer wystąpił 20 razy i zdobył 5 bramek. W sezonie 2018/2019 İsgəndərov dotarł z tym zespołem do finału Puchar Azerbejdżanu.

## Kariera reprezentacyjna

### Azerbejdżan U-21
İsgəndərov był dwukrotnie powoływany do kadry Azerbejdżanu do lat 21 – na mecze eliminacji do Mistrzostw Europy U-21 w marcu i październiku 2018 roku. Zagrał tylko w jednym z nich. Było to spotkanie z Kosowem, przegrane przez Azerów 0:2. 
| Mecze i gole w reprezentacji | Mecze i gole w reprezentacji | Mecze i gole w reprezentacji | Mecze i gole w reprezentacji | Mecze i gole w reprezentacji | Mecze i gole w reprezentacji | Mecze i gole w reprezentacji | Mecze i gole w reprezentacji              |
| Azerbejdżan U-21             | Azerbejdżan U-21             | Azerbejdżan U-21             | Azerbejdżan U-21             | Azerbejdżan U-21             | Azerbejdżan U-21             | Azerbejdżan U-21             | Azerbejdżan U-21                          |
| Lp.                          | Data                         | Miejsce                      | Gospodarz                    | Gość                         | Wynik                        | Gol                          | Rozgrywki                                 |
| ---------------------------- | ---------------------------- | ---------------------------- | ---------------------------- | ---------------------------- | ---------------------------- | ---------------------------- | ----------------------------------------- |
| 1.                           | 22.03.2018                   | Mitrowica                    | Kosowo U-21                  | Azerbejdżan U-21             | 2:0                          |                              | Mistrzostwa Europy U-21 2019 – eliminacje |

## Sukcesy
Sukcesy w karierze klubowej:
- Puchar Azerbejdżanu – 1×, z Sumqayıtem FK, sezon 2018/2019